# Kolalu, Holalkere
Kolalu là một làng thuộc tehsil Holalkere, huyện Chitradurga, bang Karnataka, Ấn Độ.